# Karabin maszynowy Bergmann MG 15
Bergmann MG 15 – niemiecki lekki karabin maszynowy. Była to osadzona na dwójnogu, chłodzona powietrzem wersja ckm-u Bergmann M1910. W okresie międzywojennym lkm Bergmann MG 15 znajdował się na uzbrojeniu Wojska Polskiego (po 1921 roku), a po wycofaniu z uzbrojenia trafiły do Policji Państwowej, która przyjęła go do uzbrojenia na przełomie 1937 i 1938 roku.

## Opis
Bergmann MG 15 był bronią samoczynną. Zasada działania oparta na krótkim odrzucie lufy. Zamek ryglowany klinem o ruchu pionowym.
MG 15 był zasilany przy pomocy parcianej, ciągłej taśmy nabojowej. Taśma była umieszczona w bębnowym zasobniku przyłączanym z prawej strony broni.
Lufa w rurowej, perforowanej osłonie. do osłony przymocowany był uchwyt transportowy.
MG 15 wyposażony był w chwyt pistoletowy umieszczony pod komorą zamkową. Do komory zamkowej przymocowany był także nieregulowany, nieskładany dwójnóg. Stopka kolby przymocowana bezpośrednio do tylnej części komory zamkowej. Przyrządy celownicze mechaniczne.